# ادوین بیدول ویلسون
 ادوین بیدول ویلسون (انگلیسی: Edwin Bidwell Wilson؛ زاده ۲۵ آوریل ۱۸۷۹ درگذشته ۲۸ دسامبر ۱۹۶۴) یک ریاضی‌دان، و فیزیک‌دان اهل ایالات متحده آمریکا بود.